# Narzecze
Narzecze – odmiana językowa właściwa dla danej grupy użytkowników języka. Może to być synonim terminu dialekt, czyli określenie na różne niestandardowe, inne niż ogólnonarodowe formy języka, czy też ogólne określenie na każdą wyodrębnioną odmianę języka (o standardzie mowa wówczas jako o narzeczu ogólnym lub kulturalnym).
W literaturze spotyka się również ujęcie, zgodnie z którym narzecze to odmiana języka o zasięgu szerszym niż dialekt i gwara. Niektórzy autorzy traktują to pojęcie jako jednostkę pośrednią między dialektem a gwarą, dialekt ujmując jako zespół narzeczy, a narzecze – jako zespół gwar. Według jednej z definicji jest to „zespół gwar odznaczających się pewną ilością wspólnych cech gwarowych”.
We językoznawstwie polskim termin „narzecze” znajduje stosunkowo wąskie zastosowanie, spotykany jest głównie w opisie języków egzotycznych. Częściej jest spotykany w kontekście nienaukowym aniżeli w lingwistyce, np. w opowieściach podróżniczych. Odpowiedniki terminu są znane w innych językach słowiańskich. W dialektologii serbsko-chorwackiej termin narječje pozostaje w powszechnym użyciu, jako nadrzędny wobec terminu dijalekat. W słowackiej tradycji lingwistycznej określenia dialekt i nárečie są traktowane jako synonimiczne, choć niektórzy badacze jako dialekt rozumieją jednostkę większą niż nárečie.
W ogólniejszym, potocznym znaczeniu termin „narzecze” może być synonimem określeń „język” i „mowa”. Bywa stosowany zamiast precyzyjnych terminów „dialekt” i „język” w przypadku kiedy rozstrzygnięcie statusu danej odmiany językowej jest utrudnione.